# Astérix y Obélix contra César
Astérix y Obélix contra César (Astérix et Obélix contre César) es una película franco-italo-alemana dirigida por Claude Zidi y con guion del propio director y Gérard Lauzier, estrenada en 1999. Fue la primera adaptación al cine con actores reales de la serie de historietas Astérix el Galo de Albert Uderzo y René Goscinny.
Su argumento narra el secuestro de Panorámix por parte de los romanos y su rescate por Astérix y Obélix, en donde se recogen ideas de varios títulos de historieta, como Astérix el Galo (1961), La hoz de oro (1962), Astérix legionario (1967) y La cizaña (1970).
Tras la realización de varias comedias, Zidi decidió dirigir una película con actores reales sobre Astérix el Galo. La película alcanzó 24 millones de unidades vendidas en todo el mundo,  de las cuales 21,7 millones correspondieron a Europa. Esto hizo que le sucedieran numerosas películas a imagen real de Astérix el Galo, que forman la segunda saga fílmica francesa más exitosa a nivel nacional.

## Sinopsis
La pequeña villa donde viven Astérix (Christian Clavier) y Obélix (Gerard Depardieu) es el último lugar que queda fuera de control del Imperio Romano. Cuando el oficial romano Lucius Detritus (Roberto Benigni) descubre que se trata de una poción mágica que otorga una fuerza sobrehumana a quien la beba, decide secuestrar al druida Panorámix (Claude Piéplu) para que se la prepare personalmente y poder así derrocar al mismísimo Julio César (Gottfried John). Ante esto, Astérix y Obélix tendrán que rescatar a su amigo y evitar los planes de Detritus. En esta aventura conocerán a Falbalá y Obélix se enamorará de ella.

## Reparto y doblaje
| Personaje             | Actor original (Francia)                  | Voz en español (España)  | Voz en México (México) |
| --------------------- | ----------------------------------------- | ------------------------ | ---------------------- |
| Astérix               | Christian Clavier                         | Pep Antón Muñoz          | Mario castañeda        |
| Obélix                | Gérard Depardieu                          | Camilo García            | Gerardo Reyero         |
| Lucius Detritus       | Roberto Benigni                           | Jordi Brau               | Salvador Nájar         |
| Abraracúrcix          | Michel Galabru                            | Joaquín Díaz             | ¿?                     |
| Panorámix             | Claude Piéplu                             | Vicens Manuel Doménech   | ¿?                     |
| Prolix                | Daniel Prévost                            | Claudi García            | ¿?                     |
| Asurancetúrix         | Pierre Palmade                            | Alberto Mieza            | ¿?                     |
| Falbala               | Laetitia Casta                            | Ana Pallejà              | ¿?                     |
| Mujer de Edadepiédrix | Arielle Dombasle                          | Concha García Valero     | ¿?                     |
| Edadepiédrix          | Sim                                       | Santiago Cortés          | ¿?                     |
| Karabella             | Marianne Sägebrecht                       | Rosa Guiñón              | ¿?                     |
| Cayo Julio César      | Gottfried John (doblado por Michel Élias) | Juan Carlos Gustems      | Rolando de Castro      |
| Caius Bonus           | Jean-Pierre Castaldi                      | Pepe Mediavilla          | ¿?                     |
| Esautomátix           | Jean-Roger Milo                           | Rafael Calvo             | ¿?                     |
| Ordenalfabétix        | Jean-Jacques Devaux                       | Gonzalo Abril            | ¿?                     |
| Tragicomix            | Hardy Krüger Jr.                          | Armando Carreras         | ¿?                     |
| Malusinus             | Michel Muller                             | José Javier Serrano      | ¿?                     |
| Trolebús              | Beppe Clerici                             | Adrià Frías              | ¿?                     |
| Matusalix             | Jean-Yves Thual                           | Antonio Gómez de Vicente | ¿?                     |
| Jefe de los druidas   | Pierre Lafont                             | Antonio Crespo           | ¿?                     |

## Producción

### Nacimiento del proyecto
Antes de Astérix y Obélix contra César hubo otros dos proyectos con actores reales basados en Astérix el Galo, pero que jamás se acabaron. Claude Lechouch fue el primero. En los años sesenta, deseó hacer la película con actores amateurs, únicamente con una semejanza física. Más tarde, fue propuesto por Louis de Funès, quien quería interpretar el papel de Astérix. Además, según un amigo de Albert Uderzo, de Funès quería representar el papel sin los bigotes característicos del personaje. Astérix y Obélix contra César es la primera película basada en el personaje con actores reales.
Adaptar la historieta de Astérix el Galo era en un principio una idea de Thomas Langmann desde 1992. A la edad de veintitrés años, el hijo de Claude Berri, después de haber participado en Les Années sandwich o Paris s'éveille, se interesó por la producción de una película basada en el personaje. Primero se puso en contacto con Sylvie Uderzo, hija de Albert, y ambos tuvieron el mismo punto de vista sobre el proyecto. Sylvie habló de esto con su padre y este último aceptó el proyecto. Después, Thomas se puso en contacto con Anne Goscinny, heredera de los derechos de su padre. Ésta también aceptó, teniendo así el acuerdo con los poseedores de los derechos. Thomas Langmann se dirigió a su padre y a Renn Productions, pero estos no aceptaron el proyecto porque para Berri «la historieta no es un objeto genérico». Y Berri decidió producir otras películas. Langmann no se desanimó por ello y contrató a Gérard Depardieu, Christian Clavier y Jean-Marie Poiré; así consiguió que Berri volviera a interesarse en el proyecto y que se inscribiese en su hipótesis de trabajo. En 1994 Berri llamó por teléfono a Zidi y le preguntó si le podía poner en la lista de posibles directores. Después de reflexionar, Zidi aceptó. Uderzo y Berri firmaron un contrato compuesto por tres cláusulas: respetar el espíritu de la historieta, utilizar medios importantes para llevarlo a cabo y reservar el papel de Obélix a Gérard Depardieu.

### Elección del reparto
En el momento de la realización de la película, Langmann se puso en contacto con Gérard Depardieu para que interpretase el papel de Obélix. Este aceptó a condición de que contasen con él si se realizase una secuela. El papel se le reservó al actor hasta en las tres cláusulas acordadas por Berri y Uderzo. Cuando todavía no tenía productor, se le ocurrió el dúo Clavier-Poiré, después del éxito de la película Los visitantes. Ellos aceptaron pero se retractaron para rodar Les Anges gardiens. Al no estar disponible para realizar el papel, se le propuso a Daniel Auteuil. La carrera de Depardieu provocó un retraso de algunos meses sobre el tiempo previsto. Durante este tiempo, Auteuil se planteó cuestiones sobre su carrera y decidió aceptar un proyecto de Alain Corneau. Clavier, quien acababa de terminar Los visitantes 2, recibió una propuesta tras la retirada de Auteuil de Berri, y decidió aceptar. Para Ideáfix, Uderzo explicó que «dibujó un perro» y que su raza no existe. Se utilizaron tres perros mestizos a los que se les tuvo que poner las orejas negras para interpretar al personaje.
Para interpretar a los demás personajes, Berri pensó en acudir a jóvenes actores. Pero los personajes no son jóvenes. Así que se impuso Michel Galabru para el papel de Abaracúrcix, al igual que pasó con Claude Piéplu, Sim, Jean-Pierre Castaldi, Jean-Roger Milo y Daniel Prévost con sus respectivos papeles. Sin embargo, como la producción es también alemana, se reservaron tres papeles para actores con esta nacionalidad: Cayo Julio César, Karabella y Falbalá. Gottfried John y Marianne Sägebrecht eran los actores a los que les iba mejor para los dos primeros papeles. Para el tercero, normalmente atribuido a alguien alemán, se le atribuyó a Laetitia Casta después de un acuerdo entre Zidi y los coproductores alemanes. Berri quería a Roberto Benigni para el papel de Detritus. Sin embargo, cuando el equipo fue a buscarlo, se encontraba rodando La vida es bella y se negó. Después de varios meses negándose, y una vez acabada la película, aceptó el papel.
Para la escena del circo romano, que fue rodada en Alemania, se seleccionó a 300 extras alemanes. Es la última película de Claude Piéplu que encarna Panorámix. Es también la última película en la cual se encuentran Piéplu y Michel Galabru, que encarna a Abracúrcix, 35 años después su primer encuentro cinematográfico en Le Gendarme de Saint-Tropez, en 1964, dirigida por Louis de Funès.

### Presupuesto, ingresos y caché
Según el libro Astérix et Obélix contre César : L'Histoire d'un film de Pierre Billard, el presupuesto provisional se resume en 274.620.460 francos sin IVA (41 865 619,24 dólares estadounidenses). Este presupuesto se puede dividir en nueve partes. Los derechos artísticos costaron 15.446.078 francos (2.354.739,41 dólares), el personal 49.430.309 francos (7.535.602,02 dólares), el reparto 38.691.515 francos (5.898.483,43 dólares), las cargas sociales 34.422.126 francos (5.247.619,27 dólares), los decorados y el vestuario 44.146.378 dólares (6.730.071,94 dólares), los transportes, la alimentación y la administración de rentas 19.990.632 francos (3.047.552,20.dólares), los medios técnicos 33.751.699 francos (5.145.413,34 dólares), los pellejos y el laboratorio 4.996.697 francos (761.741,54 dólares) y los seguros y demás 18.775.017 francos (2.862.232,89 dólares) El total parcial suma así 259 620 460 francos a los cuales, hay que añadir 15.000.000 francos de imprevistos. El presupuesto total depositado en el Centro nacional de cinematografía (quien mantiene el Centro nacional del cine y de la imagen animada) asciende a 274.620.460 francos.
La mitad del presupuesto de la película fue financiada por la sociedad Katharine creada por Claude Berri. Gracias a la coproducción con la productora alemana Bavaria Film, Baviera ofrece una ayuda financiera en virtud de una ley para las películas en la región.
En 1999, su presupuesto de casi cuarenta y dos millones de euros la convirtió en la película francesa más costosa de la historia. Fue superada más tarde, en 2002, por Astérix y Obélix: Misión Cleopatra con cincuenta millones de euros de presupuesto y luego, en 2008, por Astérix en los juegos olímpicos con setenta y ocho millones de euros.

### Rodaje
En 1995 Zidi terminó la primera versión del guion de la película. En 1996 se fijan las bases generales para la preparación del rodaje, y en 1997 también se fijan las fases de producción. Así, el rodaje comienza el 2 de febrero de 1998 en el circo de Múnich, y se puso como fecha de estreno el 3 de febrero de 1999. El encargado de la dirección de producción sería Claude Berri, el director de escena Claude Zidi y la producción ejecutiva para Pierre Grunstein. Para mejorar los diálogos del guion, se acude a Gérard Lauzier.

#### Escenas de la aldea
Para la aldea, Pierre Grunstein había pensado realizarla en exteriores en un país soleado, como España o Italia. Pero Zidi prefería realizarla en un estudio, por las limitaciones meteorológicas y tener a los actores con el torso desnudo.
La elección fue la de La Ferté-Alais (Essonne) que tiene una superficie de 4.000 metros cuadrados, a pesar de dos defectos: no está insonorizada y se sitúa a sesenta kilómetros de París. Aunque el estudio es de 80 m por 60 m, también hacía falta una circulación para el material y las personas, así que el decorado debía ser de 65 m por 50 m. Así, al principio las casas iban a estar separadas como en la historieta, pero, a causa de esta limitación, las casas se encajan las unas sobre otras sin espacio entre ambas. Para Claude Zidi, «hacía falta que el pueblo fuera el pueblo donde todo el mundo tenga ganas de vivir, el pequeño pueblo con el que todos sueñan». Eligieron a Jean Rabasse para los decorados. Para fabricar el árbol, Rabasse pidió a Francis Poirier esculpir un árbol con poliestireno, luego construyó una estructura de metal y vistió con molde el poliestireno para más tarde recubrirlo con una corteza en látex. Las ramas secundarias y el follaje se añadieron después. Todas las hojas fueron repintadas y luego cosidas a mano una a una al árbol durante un mes. Tony Pierce-Roberts se encargó de las luces del estudio.

#### Escenas del circo
Gracias a la negociación con la productora Bavaria Film, las escenas del circo romano se hicieron en el estudio Bavaria de Múnich El 2 de febrero de 1998, el equipo de la película se dirige a los estudios de Múnich, donde permanece a lo largo de tres semanas.
En la escena del hoyo, se utilizaron un centenar de arañas. El equipo de rodaje las hizo inofensivas poniéndoles cera sobre los dientes. Al final de la película, algunas de ellas consiguieron escaparse. La inmensa mayoría murió de frío, pero una de ellas sobrevivió y fue encontrada más tarde sobre la bandeja. Los bomberos del rodaje decidieron tomarla como mascota.
En la escena de los aligatores, los animales son totalmente reales salvo uno. Christian Clavier debía servirse de la falsificación para practicar surf a través del estanque, pero el acróbata se equivocó y saltó sobre uno de los verdaderos. Salió de ello ileso.

#### Otras escenas
Tres escenas fueron rodadas en exteriores: el campamento romano y la batalla, la reunión de los druidas y el discurso de Cayo Julio César. El campamento romano es implantado en Clairefontaine-en-Yvelines (Yvelines).
Astérix y Obélix acompañan al druida Panoramix hasta el Bosque Sagrado, donde hay una reunión para todos los druidas del país y de la gente. Esta escena célebre ha sido adaptada e inspirada por el álbum Astérix y los godos (1963).

### Banda sonora
Jean-Jacques Goldman, acompañado por el compositor Roland Romanelli y el orquestador Hubert Bougis, quienes ya habían compuesto la banda sonora de otras películas, prepararon la música de la película. La música de la película dura más de una hora. El violinista de jazz Didier Lockwood añade una amplitud orquestal que recuerda al estilo hollywoodiense. El equipo se dirige dos veces en noviembre de 1998 a Londres para realizar la música con los ochenta músicos de la Orquesta Sinfónica de Londres. La canción de Obélix para Falbalá, Elle ne me voit pas, que se oye durante los títulos de crédito, está compuesta y es interpretada por Jean-Jacques Goldman.

### Promoción y marketing
La campaña de lanzamiento de la película se presentó gracias al servicio de información, dirigido por Claude Davy, al servicio de promoción apoyado por Laurence Edeline, quienes fueron apoyados por la agencia publicitaria ¡Bonne question!.
Para el estreno de la película, Claude Berri quería que la película fuese proyectada para el estreno mundial en el estadio cubierto regional de Liévin (Pas-de-Calais). A causa de los costes y las dificultades técnicas, la película no fue proyectada allí, sino al norte, en Valenciennes.

## Recepción

### Taquilla en Francia
El 3 de febrero de 1999, la película se estrenó en Francia y en Bélgica. En el país galo se estrenó en 780 cines, en vez de 600 como estaba previsto. Con casi nueve millones de espectadores, se convirtió en la película más vista en Francia durante el año 1999, por delante de Tarzán y Star Wars: Episode I - The Phantom Menace.

### Taquilla fuera de Francia
La película cosechó 15,9 millones de entradas a nivel internacional, siendo la décima película francesa con más entradas entre 1994 y 2014. Sin embargo, de las habladas en el idioma francés sólo lo hacen Amélie, La Marche de l'empereur e Intouchables. En Alemania vendió 3,6 millones de entradas. En España se estrenó el 18 de noviembre de 1999, consiguiendo 3 millones de espectadores y 200 millones de pesetas de recaudación. Así como 1 664 000 dólares en Sudamérica.

### Aceptación del público
A 25 de septiembre de 2010, el 44 % de los espectadores juzgan la película con una estrella sobre cinco en AlloCiné. La película obtiene a pesar de todo un poco menos de la media con 2,2 sobre cinco. El mismo día en IMDb, poco más de 9.000 personas habían votado, y prevalece la nota de 6 sobre 10 con 23,7 %, la película obtiene de media una nota global de 5,4 sobre 10. El 31 de diciembre de 2010 en Filmaffinity, algo más de 14.500 habían votado recibiendo una media de 5,0 sobre 10.

### Aceptación de la crítica
Guillermo Altares del diario español El País dice sobre la película: «A Zidi le falta talento y energía para completar una empresa que, seguramente, era imposible desde el principio. Para zambullirse en la aldea gala, lo mejor es volver a leer los tebeos». La web AllòCine contabiliza 18 críticas francesas con una nota media de 3,1 sobre 5.

### Explotación posterior
El DVD de la película se puso a la venta en Francia el 3 de noviembre de 1999. En España el 16 de mayo de 2001 en DVD y el 16 de septiembre en Blu-ray Disc distribuido por TriPrictures, además de ser uno de los cuatro discos del pack especial que conforma la trilogía que se lanzó el mismo día.
Su estreno en televisión en Francia se produjo el 23 de octubre de 2001 por TF1 reuniendo a 10.500.000 telespectadores. Se trata de la duodécima emisión con mayor audiencia de 2001 y la segunda película, por detrás de La cena de los idiotas de Francis Veber con 11.600.000 telespectadores emitida en la misma cadena. En 2006, alcanza el puesto 67 con 9.249.900 telespectadores, Y, en 2008, noveno con 10.132.365. Volvió a ser emitida el 14 de diciembre de 2010 con 7.287.000 pero no conseguiría ser el programa más visto del día al ser superada por la serie Rendez-vous en terre inconnue que superó los 8 millones.
En Alemania su estreno en televisión se produjo el 28 de junio de 2008 en Sat.1, consiguiendo 2,5 millones de espectadores y un 10,6% de cuota de pantalla, 410 000 de ellos pertenecen a la audiencia infantil correspondiendo al 38,3% de la misma. En España fue el 27 de febrero de 2004 siendo el programa más visto del día con 4.307.000 y un 25,7%, en siguientes emisiones no obtuvo tan buenos resultados.

## Premios y nominaciones
- Bogey Awards 1999 : Bogey d'argent para la distribuidora Constantin Film
- Golden Screen 1999 : Golden Screen para la distribuidora Constantin Film
- Bavarian Film Awards 2000 : Mejor actor secundario para Gottfried John
- Premios César 2000: Nominación al mejor decorado para Jean Rabasse

## Diferencias con los álbumes
- Al principio de la película se revela que la poción mágica usada por los galos sólo dura diez minutos. Ese límite de tiempo tan corto no se menciona en ninguno de los álbumes, donde los efectos de la poción pueden durar varias horas, como el legionario Calígula Minus disfrazado sosteniendo una roca durante horas en Astérix el Galo, o el malvado consejero Acidonítrix conservando una fuerza sobrehumana bien entrado el día después de haber bebido la poción durante la noche en La gran zanja.
- En la película, el personaje de Detritus no se parece al personaje con el mismo nombre que aparece en el álbum La cizaña, sino más bien a personajes de otros álbumes.
- Matusalenix, el bisabuelo de Panoramix que aparece en la película, no es mencionado en ninguno de los álbumes.
- En los álbumes, el afecto de Obélix por Falbalá era principalmente comédico. En la película, el romance es mostrado para efecto dramático y mucho más serio.
- Ideafix parece ser el perro de Astérix en la película, en lugar de Obélix.